# Гидарн (сын Мазея)
Гидарн — персидский военачальник IV века до н. э.
Согласно Арриану, Гидарн был одним из сыновей Мазея.
По свидетельству Курция Руфа, Гидарн потерпел поражение от Балакра, после чего македоняне вторично заняли Милет — в 333/2 году до н. э. Как отметил французский историк П. Бриан, возможно, имя Гидарна отображено на обнаруженных монетах, отчеканенным в Синопе, так как ахеменидским военачальникам, возглавлявшим персидскую контратаку в Малой Азии, нужно было выпускать деньги для содержания армии и осуществления боевых операций. Хотя речь может идти и об его тёзке.
По замечанию канадского учёного В. Хеккеля, вероятно, Гидарн вместе с отцом участвовал в битве при Гавгамелах в 331 году до н. э., а затем перешёл на сторону Александра Македонского при приближении его войска к Вавилону. Вместе с братом Артиболом и другим сыновьями знатных персов Гидарн был зачислен в пятую гиппархию, командиром которой стал Гистасп Бактриец.